# Није чудо што те волим лудо
Није чудо што те волим лудо је пети албум Османа Хаџића, издат је 1997. године за издавачку кућу Terra.

## Списак песама
| №   | Назив                            | Трајање |  |
| 1.  | Нећу да просим за комадиће среће |         |  |
| 2.  | Није чудо што те волим лудо      |         |  |
| 3.  | Врати сунце отјерај таму         |         |  |
| 4.  | Ове магле ове зиме               |         |  |
| 5.  | Покушај бар мало да ме волиш     |         |  |
| 6.  | Бања Лука                        |         |  |
| 7.  | Зашто ти мене не видиш           |         |  |
| 8.  | Мати Стара                       |         |  |
| 9.  | Моја драга, моме срцу казна      |         |  |
| 10. | Сјекира ти у мед упала           |         |  |